# Expertskatten
"Expertskatten" kallas 11 kap. 22 § Inkomstskattelagen (1999:1229 ) införd av Regeringen Persson som sedan 1 januari 2001 ger en utländsk medborgare möjlighet att arbeta i Sverige under tre år och under tiden betala lägre skatt. Endast 75 % av den månatliga ersättningen tas upp för beskattning och 25 % undantas och blir både skattefri och fri från sociala avgifter, enligt 11 kap. 23 § Inkomstskattelagen (1999:1229 ). 
Expertskatten infördes på begäran av näringslivet att kunna rekrytera forskare, experter och nyckelpersoner till Sverige. Intresset för skattelättnaden var stort och strax efter införandet befarades kostnadskalkylen på 40 miljoner kronor spricka. Samtidigt räknade regeringen med att om följden av lagen blev att antalet utländska experter, forskare och nyckelpersoner i Sverige ökade med en tredjedel så skulle reformen bli självförsörjande. Både företagets och den tilltänkte anställdes namn sekretessbelades.
Sverige var inte det enda europeiska land som införde skatterabatter för att attrahera utländsk expertis. Liknande regler infördes i andra nordiska länder, Belgien och Frankrike. I alla länder förekom kritik mot att systemet diskriminerade det egna landets medborgare och att skatten istället borde sänkas för alla.
Den ansvariga myndigheten är Forskarskattenämnden som fram till den sista december 2006 hade tagit emot 3 560 ansökningar, prövat 3 311 ansökningar och beviljat 1 830. Var femte ansökan avslogs för att den hade lämnas in senare än tre månader efter påbörjad anställning, vilket ansågs visa hur liten roll skattereduktionen betydde för beslutet att flytta till Sverige och när Institutet för tillväxtpolitiska studier (ITPS) frågade 305 personer som hade beviljats expertskatt om vad som fått dem att flytta så var det helt andra saker än expertskatten. Istället uppgavs möjligheten att göra karriär. Skatten lyckades inte locka spetskompetens, men istället utnyttjades möjligheten av nyckelpersoner som ekonomichefer och liknande.
Expertskatten har även sagts vara en möjlighet för idrottsklubbar att rekrytera utländska utövare och även kunna behålla svenska utövare, trots att lagen kräver att "arbetstagaren inte är svensk medborgare".